# Alp Özgür Yaşin
Alp Özgür Yaşin (Istanbul, 10 dicembre 1985) è un attore turco, noto per aver interpretato il ruolo di Sait Ersoy nella serie Terra amara (Bir Zamanlar Çukurova).

## Biografia
Alp Özgür Yaşin è nato il 10 dicembre 1985 a Istanbul (Turchia), fin da piccolo ha mostrato un'inclinazione per la recitazione.

## Carriera
Alp Özgür Yaşin dopo essersi diplomato presso il dipartimento del Conservatorio dell'Università Eskişehir Anadolu. Ha completato il suo master presso il dipartimento di cinema e teatro dell'Università Kadir Has. Nel 2013 e nel 2014 ha fatto la sua prima apparizione come attore con il ruolo di Johnny nella serie Kurtlar Vadisi: Pusu. Nel 2014 ha recitato nella serie Karadayi. L'anno successivo, nel 2015, ha recitato nelle serie Gönül Isleri e Poyraz Karayel.
Nel 2016 ha recitato nelle serie Ask Yeniden, Içerde (nel ruolo di Selami) e Hayat Sarkisi. L'anno successivo, nel 2017, ha recitato nella serie Dirilis: Ertugrul. Nel 2018 ha recitato nella serie Payitaht Abdülhamid e nel film Bir Denizcinin Dogum Günü diretto da Gültekin Bayir. Nel 2018 e nel 2019 è stato scelto per interpretare il ruolo di Sait Ersoy nella serie Terra amara (Bir Zamanlar Çukurova) e dove ha recitato insieme ad attori come Hilal Altınbilek, Uğur Güneş, Vahide Perçin e Murat Ünalmış. Nel 2010 ha interpretato il ruolo di Sadik nella serie Söz. Nel 2020 e nel 2021 ha ricoperto il ruolo di Seko nella serie Eskiya Dünyaya Hükümdar Olmaz.

## Filmografia

### Cinema
- Bir Denizcinin Dogum Günü, regia di Gültekin Bayir (2018)

### Televisione
- Kurtlar Vadisi: Pusu – serie TV (2013-2014)
- Karadayi – serie TV (2014)
- Gönül Isleri – serie TV (2015)
- Poyraz Karayel – serie TV (2015)
- Muhtesem Yüzyil: Kösem – serie TV (2016)
- Ask Yeniden – serie TV (2016)
- Içerde – serie TV (2016)
- Hayat Sarkisi – serie TV (2016)
- Dirilis: Ertugrul – serie TV (2017)
- Payitaht Abdülhamid – serie TV (2018)
- Terra amara (Bir Zamanlar Çukurova) – serie TV (2018-2019)
- Söz – serie TV (2019)
- Eskiya Dünyaya Hükümdar Olmaz – serie TV (2020-2021)

## Teatro
- 57. Alay (2015)

## Doppiatori italiani
Nelle versioni in italiano dei suoi film e delle sue serie TV, Alp Özgür Yaşin è stato doppiato da:
- Antonino Saccone[15] in Terra amara[16]